# 神鬼寓言
《神鬼寓言》是Lionhead Studios於2004年製作的一款Xbox平台的動作角色扮演遊戲。2005年發行了增加了全新章节的资料片《神鬼寓言：失落之章》。随后发行了其PC版本。而它的续作《神鬼寓言Ⅱ》也於2008年10月21日發行。於是這個遊戲也逐漸形成的一個獨立的遊戲系列。
2014年2月4日，本作於Xbox 360平台發行重製版《神鬼寓言：紀念版》（Fable Anniversary），全程以 1080p 高解析度畫面呈現，音效方面也重新製作，讓玩家享受全新聲光效果的感官震撼。系統部分採用更人性化的全新操作介面，更容易上手與儲存進度。搭配當年尚未問世的成就系統，使原本就相當耐玩的主支線內容增添更多挑戰性。
遊戲的故事發生在虛擬世界「阿爾比恩」中。遊戲中的主角是一個孤兒，玩家必須操控他，來實現他成為英雄的夢想。玩家在遊戲中做的抉擇會影響到這個角色的觀念、思想以及反應，也可以選擇讓其成為一個正義或邪惡的英雄。在遊戲中，玩家可以透過執行任務來一步步的了解到主角的家庭，亦可以透過一些選擇性的任務來獲得聲望、經驗值或金錢，並與遊戲中的其他人物進行溝通、交易、偷竊或愛情關係。

## 遊戲玩法

神鬼寓言：失落之章遊戲畫面

玩家可透過操控遊戲中的主角與遊戲內的其他角色互動或進行戰鬥。此遊戲有一系列主線任務必須完成，非主線任務則是選擇性（不執行這類任務不會影響遊戲進度）。主線任務只會按遊戲主故事線順序出現（圖示為金色）；非主線任務的（圖示為銀色或銅色）一般可在任何時刻進行。玩家在接受任務後可選擇是否進行「吹牛」並訂下賭注（如赤手空拳地完成任務）。任務完成後玩家一般都可得到金錢及戰利品，金錢可購買武器、食物、衣物、魔藥或頭銜（頭銜會影響遊戲內的角色對主角的反應）；戰利品則可向人民炫耀以贏得更多聲望。
神鬼寓言內大部分活動均在不同城市內進行。阿爾比恩的城市包括橡木村、包爾斯頓、納特叢林、虎克灣及雪峰嶺（僅在失落之章才有出現）。玩家可從旅遊中的商人購買商品並到城市轉售圖利，也可在城內購入武器、裝備、食物、魔藥等物品。城市中也有房子可供玩家買下以供自住或出租。
神鬼寓言其中一大特點是自由度。玩家可決定行善或行惡，決定主角的打扮，與遊戲中的女性結婚，甚至產生性行為。

### 善惡值
善惡值會因主角的行為而增加或減少。善良的行為（殺死怪物、拯救村民、捐贈金錢予光明殿等）會增加善值，使主角成為一個正義的英雄；邪惡的行為（殺死無辜者、犯法、捐獻人命予邪惡教堂等）則會增加惡值，使主角成為一個邪惡的英雄。善惡值除會影響非玩家角色對主角的觀感，也會影響主角的面貌。善惡值偏善時主角頭上會有光環及有蝴蝶於身旁飛舞；善惡值偏惡時主角額上會長出頭角、雙目呈火紅色及有煙霧與昆蟲於身旁。

### 惡魔之門
惡魔之門外貌像一個牆壁上會講話的老人臉，門後大多藏有寶物，玩家需要按惡魔之門的要求達成不同條件才能使之開啟，有少數惡魔之門必須開啟才可完成遊戲。

## 遊戲概要

### 世界观
故事發生於阿爾比恩，一個具有城市、鄉村、野郊及法治系統的虛構世界。這個世界曾被稱為「古王國」。古王國時期，阿爾比恩曾被一個皇室血統來統治，而其政權都掌握在執政官的手中。第一位執政官在位時王國安逸且和平，但於第二位執政官得到一口力量強大的遠古寶劍後王國漸漸腐敗而步向滅亡。古王國衰弱多年後成為了遊戲場景的時期。
以下為阿爾比恩的主要地區介紹：
- 橡木村

本作主角出生的地方，一個位於阿爾比恩本島南部的小農村。
- 包爾斯頓

阿爾比恩首都，目前最繁華的城市，分為包爾斯頓南部和包爾斯頓北部。南部主要是商店區，也是較貧窮的人民居住的地區；北部則是貴族和鎮長的居住地，一般人民不准進入。
- 納特叢林

巫木區（非阿爾比恩本島）中唯一的城市，其房屋為預防多雨的天氣而採用高架設計，叢林外常有狼人出沒。其北方通往阿爾比恩著名的巫木競技場。
- 虎克灣

巫木區北方一個孤島上的城市，四面環海，白霧終年不散。
- 雪峰嶺（僅限失落之章）

北蠻荒丘島上唯一的城市，終年積雪，據說是古王國原址。
阿爾比恩最著名的組織是「英雄公會」，一個訓練學員成為英雄的中心。公會不會干涉學員們道義上的思想，或勸其從善，亦不會限制其將來的發展，因此被訓練出來的英雄有的被雇為盜賊、軍人、守衛或保鑣。

### 角色
以下是遊戲中出現的幾個主要角色：
- 英雄（Hero）

本作主角（遊戲中沒有正式名字），小時因家鄉橡木村被強盜突襲而失去父母與姊姊泰瑞莎，加入英雄公會後日漸茁壯，並於尋找家人的旅程中逐漸了解自己的身世。
- 泰瑞莎（Theresa）

主角的姊姊，於家鄉橡木村被強盜突襲後被俘虜並奪去雙目，後被前英雄雙刃統領的強盜集團收容，漸漸成為力量強大的預言家。
- 微語（Whisper）

主角在英雄公會的同學，被認為是最有潛質的學生之一，小時因海難而跟隨哥哥巨雷一同來到阿爾比恩。
- 公會導師（The Guild Master）

英雄，原名威弗，秉著正直的理念經營英雄公會，像父親一樣愛護主角。
- 梅茲（Maze）

英雄公會教官，身世與主角相近。小時親眼目睹雙親遭狼人殺害，於即將被殺時被三名戰士所救。三名戰士中其中兩名是公會英雄，另一名是狂刀傑克。傑克把狼人殺死後隨即殺死那兩名英雄。梅茲非常懼怕傑克，於率領強盜襲擊橡木村主角之家時有感主角或許能打敗傑克而決定把他救出帶到公會，但最終仍是背叛了公會投靠傑克，後來在虎克灣與主角的決鬥中落敗戰死。
- 狂刀傑克（Jack of Blades）

於遠古時期就已經存在的生命體，其面具能依附於其他人臉上從而一直生存，曾是公會英雄，主角失去家園及家人的幕後凶手。
- 巨雷（Thunder）

微語的哥哥，一名非常有名的英雄，曾是巫木競技場的優勝者，在一場海難中帶著微語一同來到阿爾比恩。非常瞧不起主角。
- 帶刺玫瑰（Briar Rose）

生於貴族世家，兒時過著富足的生活的公會英雄，小時母親因一場意外死去，父親因悲傷而將她逐出家門，因此投靠英雄公會。喜歡指使主角替其辦事。

### 情節
一群來歷不明的強盜於主角姊姊泰瑞莎生日當天對整個村莊進行屠殺，主角父親當場被殺，母親與泰瑞莎則被帶走。英雄公會教官梅茲在主角即將被殺時救了他，並希望他加入英雄公會。
經過數年時間主角學成畢業成為英雄，開始闖蕩阿爾比恩進行旅程，梅茲告訴主角橡木村附近的一個強盜營地中有一個失明的女預言家，建議主角潛入營地向她打聽家人下落。主角於擊敗強盜首領雙刃後發現該預言家正是泰瑞莎：她被俘期間因拒絕透露主角下落而被奪去雙眼，被丟在森林時被雙刃統領的強盜集團收留。泰瑞莎於雙刃戰敗後決定離去。
主角繼續進行旅程，知名度也逐漸提高，後來因成功消滅威脅納特叢林的白狼人而被邀請挑戰巫木競技場。主角順利勝出後遇見了經營競技場的傳奇英雄狂刀傑克。傑克授予主角優勝紋章並透露主角母親本來是一名非常著名的女英雄「紅袍」，更是首名勝出巫木競技場的女性，而她從被俘虜後一直被囚禁在巴蓋特監獄。
主角於泰瑞莎協助下潛進監獄救出母親，卻於逃走時被傑克阻止：傑克正是橡木村災難幕後的主導者，也是摧毀主角家庭的凶手，目的是希望獲得藏於英雄公會內一口力量強大的寶劍「萬古之劍」。主角與母親同時被囚禁一年後成功逃出，主角開始尋找傑克的下落而母親則尋找泰瑞莎，但母親與泰瑞莎相繼被俘：梅茲乃傑克手下。主角擊敗梅茲後趕往阻止傑克，傑克於英雄公會內把主角母親殺死並取得萬古之劍與主角進行決戰。主角擊敗傑克後可選擇把泰瑞莎殺死以取得萬古之劍或將之毀滅（官方結局為後者）。
原作神鬼寓言的劇情到此結束，以下為失落之章的擴充劇情。
決戰後一年間主角四處旅行尋找其目標，期間英雄公會發現狂刀傑克有可能並未死去，主角因此到北蠻荒丘之失落灣進行調查。主角進入灣上「聖殿」旁的阿房宮內，發現傑克已化身成龍準備重回世間。主角與傑克進行最後決鬥，勝出後必須選擇要把傑克第一次死去所留下的面具戴上，永久成為邪惡的英雄，或把它丟到熔岩中燒毀。

### 彩蛋
遊戲其中一個任務要求玩家敲擊四塊各代表一個英文字母的石塊以開啟一扇惡魔之門，其正確答案為「H-I-T-S」，但如玩家敲擊「S-H-I-T」（狗屎）會有兩隻狼人出現攻擊玩家；如果玩家再次輸入這字，惡魔之門則會將這字唸出來。

## 相關評價
在2004年度推出其XBOX版時，上市一周内就有140萬的銷售成績，针对于正逐渐式微的单机RPG来说，是十分成功的作品。

## 外部連結
- （英文）神鬼寓言英文官方網站（XBOX） （页面存档备份，存于）
- （英文）神鬼寓言：失落之章英文官方網站（PC） （页面存档备份，存于）